# Jagdalpur
Jagdalpur är en stad i delstaten Chhattisgarh i Indien, och är administrativ huvudort för distriktet Bastar. Folkmängden uppgick till 125 463 invånare vid folkräkningen 2011.
Staden har en flygplats, Jagdalpur Airport.